# LwIP
lwIP (lightweight IP)は、幅広く使用されているオープンソースのTCP/IPのプロトコルスタックの実装であり、組み込みシステム向けに設計されている。
lwIPは、元々はAdam DunkelsによってSwedish Institute of Computer Scienceにおいて開発されていた。
現在は、世界中の開発者のネットワークによって開発されメンテナンスされている。 
lwIPは、多くの組み込みシステムのメーカーで使われている。
アルテラ (Nios IIオペレーティングシステムにおいて)、アナログ・デバイセズ (Blackfin DSPチップのために)、ザイリンクス、ハネウェル (FAA認証を受けた航空システムに使用しているものがある)、フリースケール・セミコンダクタ(自動車向けマイクロコントローラー用のイーサネットストリーミングSW)などがその例である。
lwIPの実装の目的は、フルスケールのTCPにおいてもリソースの使用を削減すると言うことにある。
これによりlwIPは、数十キロバイトの自由に使えるRAMと約40キロバイトのプログラム用のROMを持った組み込みシステムに適しているようになった。
lwIPは、ReactOSとGenodeのネットワークスタックとして利用されており、MINIXやGNU Hurdにおいてネットワークサーバーの実装にも利用できる。

## lwIPの機能
インターネット層
- IP (Internet Protocol) 複数のネットワークインターフェイス間のパケットフォワーディング（英語版）を含む
- ICMP (Internet Control Message Protocol) ネットワークのメンテナンスとデバッグ用
- IGMP (Internet Group Management Protocol) マルチキャストトラフィックの管理用

トランスポート層
- UDP (User Datagram Protocol) 実験的なUDP-Lite拡張を含む
- TCP (Transmission Control Protocol) 輻輳制御、RTT予測、ファストリカバリ/高速再送に対応

アプリケーション層
- DNS (Domain Name System)
- SNMP (Simple Network Management Protocol)
- DHCP (Dynamic Host Configuration Protocol)

リンク層
- PPP (Point-to-Point Protocol)
- ARP (Address Resolution Protocol) イーサネット用

その他
- 性能を良くするために調整されたネイティブAPI
- オプションとしてのバークレーソケット類似のAPI
- AUTOIP / リンクローカルアドレス (IPv4用であり、RFC 3927に適合する)